# 阿列克谢·瓦达图尔斯基
阿列克谢·阿法纳西耶维奇·瓦达图尔斯基（烏克蘭語：Олексій Опанасович Вадатурський，1947年9月8日—2022年7月31日），烏克蘭農業和穀物物流商人。他是烏克蘭最大的穀物物流公司尼布倫的創始人，也是烏克蘭最富有的人之一。
出生在敖德萨州巴爾塔區的一個集體農莊家庭，1971年畢業於敖德萨国家食品技术学院。1991年創立尼布倫公司，任常務總經理，該企業利用外國技術和高性能進口設備從事作物種植，發展牲畜育種。2007年，他因在烏克蘭農業發展中起到的作用而被授予烏克蘭英雄勳章。他的政治傾向為反腐敗和親歐洲主義。
2014年，俄羅斯吞併烏克蘭的克里米亞並支持頓巴斯地區的分離主義勢力後，瓦达图尔斯基自費組建了一支2000名民兵隊伍，用裝甲車保衛尼古拉耶夫，他因此被俄羅斯列為打擊對象。2018年11月1日，俄羅斯對包括他在內的322名烏克蘭公民實施制裁。
2022年俄羅斯入侵烏克蘭，封鎖烏克蘭的糧食出口。7月22日，俄烏達成《黑海谷物倡议》後，瓦达图尔斯基及其企業正在制定恢復穀物出口的解決方案。然而在7月31日凌晨，俄羅斯導彈襲擊尼古拉耶夫，將其炸死。當時七八枚導彈擊中了瓦达图尔斯基的房子，這使人們強烈懷疑他遭到俄羅斯的蓄意暗殺，目的是影響烏克蘭農作物的出口。烏克蘭總統顧問米哈伊尔·波多利亚克譴責俄羅斯有預謀地謀殺烏克蘭最重要的農業企業家之一。這次襲擊發生時，第一批穀物正準備於8月1日離開烏克蘭。

## 財富
2012年，《焦點》雜誌將其列為「烏克蘭最成功的20大農民」，他與兒子安德烈·瓦达图尔斯基一起位列第12名。2020年6月，他被《富比士》列為烏克蘭最富有者之一，排名第15位，其資產約為4.5億美元。